# Al-Baida

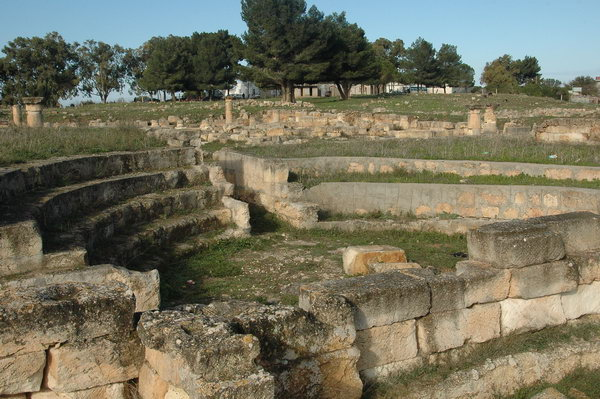
Odeon in Al-Baida.

Al-Baida (arabisch البيضاء, DMG al-Baiḍāʾ, italienisch Beida) ist eine der größten Städte im Nordosten Libyens. Sie liegt zwischen Tobruk und Bengasi und hat eine Einwohnerzahl von 74.594. Al-Baida ist die Hauptstadt von al-Dschabal al-Achdar. Seit August 2014 ist die Stadt Sitz der libyschen Regierung und damit provisorische Hauptstadt, da die Regierung im Zuge des Bürgerkriegs in Libyen seit 2014 aus der eigentlichen Hauptstadt Tripolis fliehen musste.

## Geschichte
Al-Baida wurde von Arabern in der Nähe der Ruinen der antiken griechischen Stadt Kyrene gegründet.
Al-Baida war unter Idris I. seit 1964 als zukünftige Hauptstadt Libyens vorgesehen. Zuvor hatten sich in zweijährlichem Turnus Tripolis und Bengasi in dieser Funktion abgewechselt. In den letzten drei Jahren seiner Herrschaft befand sich auch das libysche Parlament in der Stadt, bis 1969 Idris von Muammar al-Gaddafi gestürzt wurde.
Im Zuge des Aufstands in Libyen 2011 erklärte sich al-Baida zur ersten befreiten Stadt. Es kam drei Tage lang zu heftigen Kämpfen, vor allem um den Flughafen La Abraq. Dabei sollen auf Seiten der regierungstreuen Truppen auch Söldner aus Niger, Mali und Tschad beteiligt gewesen sein; die 400 Soldaten setzten angeblich Panzerfäuste, Raketen und Kanonen ein und wurden von As-Saadi al-Qaddhafi befehligt. Die Opferzahl soll bei 63 Toten und mehr als 400 Verletzten liegen. Bei den Gefechten fielen auch 35 Söldner und zwei gerieten in Gefangenschaft.

## Wirtschaft
In al-Baida gibt es Fabriken für Tierfutter, Milch und Obstsäfte.
Im Osten der Stadt befindet sich der Flughafen La Abraq.
Es befindet sich eine Universität in al-Baida. Diese ist in einem ehemaligen Königspalast untergebracht und das Universitätspersonal lehrt vor allem Agrarwissenschaft.

## Politik
Al-Baida gilt als Schwerpunkt des Islamismus in Libyen.

## Söhne und Töchter der Stadt
- Idris I.[1]
- Mustafa Abd al-Dschalil